# Strophaeus pentodon
Strophaeus pentodon là một loài nhện trong họ Barychelidae. Loài này phân bố ờ Brasil.